# Tořič Bertoloniho
Tořič Bertoloniho (Ophrys bertolonii) je druh rostliny z čeledi vstavačovitých rostoucí ve středním Mediteránu. Tento druh byl popsán v roce 1823 italským botanikem Giuseppe Moretti.

## Popis

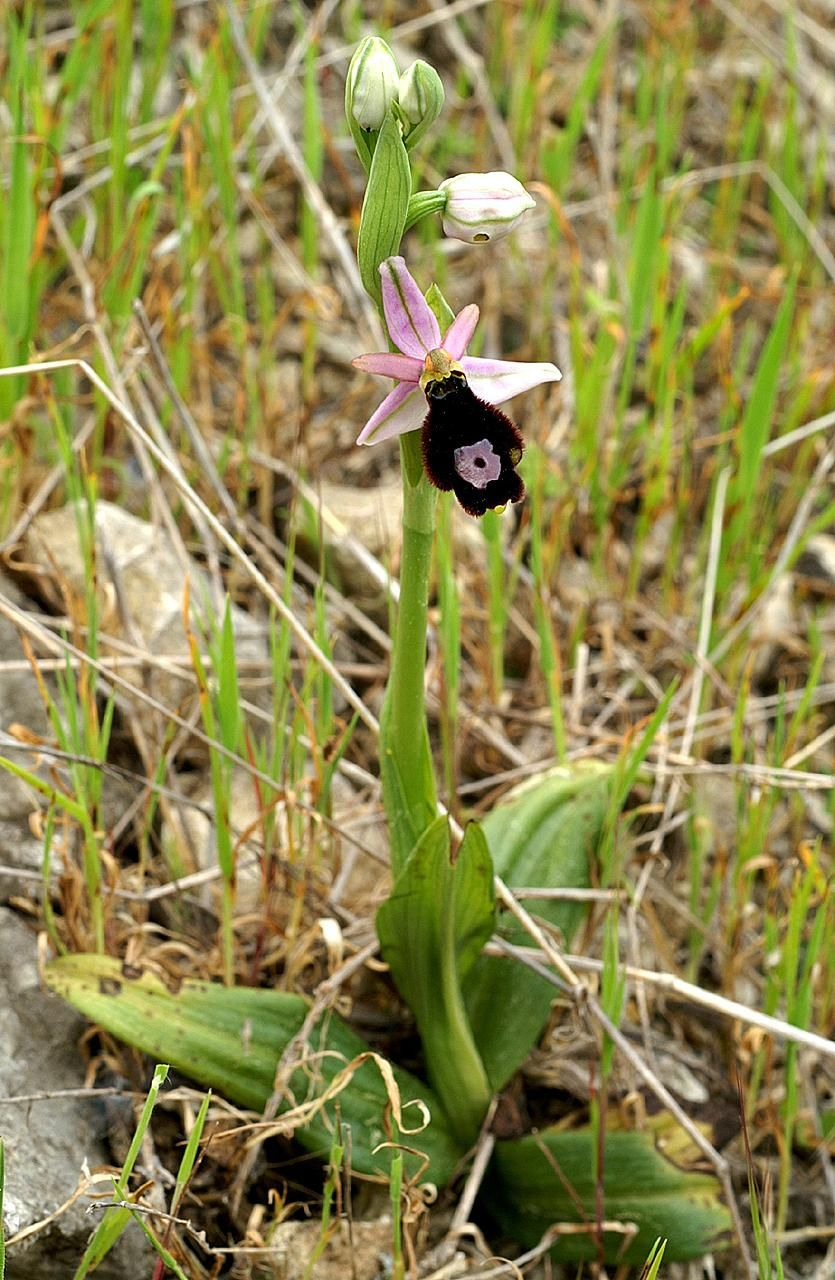
Celkový vzhled rostliny

Tořič Bertoloniho je vytrvalá bylina s lodyhou vysokou 25–45 cm, která nese 3–8 květů. Vnější okvětní lístky jsou zbarveny do růžova až zelena, vnitřní bývají zbarvené sytěji. Úzký pysk je celý černě nachový a je chlupatý. Uprostřed pysku je modrá skvrna (speculum). Kvete od března do května. Plodem je tobolka.

## Výskyt
Tořič Bertoloniho je rozšířen od Sicílie přes Apeninský poloostrov, Istrii, Dalmácii až po Jónské ostrovy.
Tořič Bertoloniho roste na oligotrofních loukách, světlých křovinách a prosvětlených okrajích lesů do nadmořské výšky 1200 m n. n.

## Poddruhy
Tořič Bertoloniho má 9 uznávaných poddruhů:
- Ophrys bertolonii ssp. balearica
- Ophrys bertolonii ssp. benacensis
- Ophrys bertolonii ssp. bertolonii
- Ophrys bertolonii ssp. bertoloniiformis
- Ophrys bertolonii ssp. catalaunica
- Ophrys bertolonii ssp. explanata
- Ophrys bertolonii ssp. flavicans
- Ophrys bertolonii ssp. magniflora
- Ophrys bertolonii ssp. saratoi